# Bitka za Königsberg
Bitka za Königsberg bila je posljednja bitka Istočno-pruske ofenzive tijekom Drugog svjetskog rata. Tijekom četiri dana žestokih gradskih borbi, sovjetske su snage osvojile grad Königsberg.

## Početak: Istočno-pruska ofanziva
Istočno-prusku ofenzivu isplanirala je sovjetska Stavka, kako bi spriječila bočne napade na armije koje jurišaju prema Berlinu. U Istočnoj se Pruskoj nalazila značajna količina snaga koje su mogle iskoristiti za ove svrhe. Zbog ovoga je Staljin naredio maršalu Konstantinu Rokosovskom uništenje postrojbi koje su se nalazile u ovoj oblasti.
Dana 13. siječnja 1945., gotovo 1.500.000 vojnika, uz podršku nekoliko tisuća tenkova i zrakoplova ušlo je u Istočnu Prusku, koja je bila pretvorena u ogromnu mrežu utvrđenja, obrambenih linija i minskih polja. Na početku, ofenziva zamalo nije propala. Snage Crvene armije su napredovale samo 1,5 kilometar prvog dana, kroz samo tri obrambene linije. Za pet dana, uz velike gubitke, sovjetske snage su napredovale samo 20 kilometara, ali još nisu uspjele razbiti njemačke linije.
Ipak, nakon što su brzo prevazišle početne teškoće, sovjetske snage su uhvatile tempo, i 24. siječnja dostigle obale Keningzberškog zaljeva (dio Baltičkog mora), odsjekavši njemačke snage u Istočnoj Pruskoj od izravne veze s Njemačkom, pa su Nijemci bili prisiljeni opkoljene snage opskrbljivati morskim putem. Ove snage, sada pod nazivom Armijska skupina Centar, su daljim sovjetskim napadima sabijene u džep oko Königsberga i na susjedni poluotok Sambija.
Do kraja siječnja 1945., 3. bjeloruski front opkolio je Königsberg s kopnene strane, suzivši vezu sa Sambijom na luku Pilau, i zarobivši njemačku 3 . oklopnu armiju  i 200.000 civila u gradu. Potraživanja za civile su bila toliko slaba da su oni imali tri alternative:
1. ostati u gradu i gladovati - tijekom opsade dobivali oko 180 grama kruha dnevno
2. prijeći linije fronta, i staviti se na milost Sovjetima
3. prijeći preko zaleđenog zaljeva u Pilau i nadati se da će naći mjesto na brodu za evakuaciju

Stotine su odlučile prijeći liniju fronte, ali oko 2.000 žena i djece dnevno su prelazili pješice preko leda do Pilaua. Po povratku iz posjeta Berlinu, Erich Koch, gaulajter (partijski vođa) Königsberga odlučio je ostati u relativnoj sigurnosti Pilaua i organizirati evakuaciju, umjesto povratka u Königsberg. Prvi brod za evakuaciju iz Pilaua s 1.800 civila i 1.200 ranjenika stigao je na odredište 29. siječnja.
Tijekom veljače su trajale očajničke borbe dok su Nijemci pokušavali održati usku vezu između Königsberga i Sambije. U određenom razdoblju, sovjetske snage su bile uspješne u sužavanju veze, i potpunom odsijecanju grada. Međutim, 19. veljače, 3. pancer armija i 4. armija su u napadu iz pravca Pilaua uspjele otvoriti koridor od Königsberga do Pilaua. 
Sa zarobljenim sovjetskim tenkom T-34 naprijed, ovaj napad je predvodila 1. pješačka divizija iz Königsberga, u namjeri povezivanja s XXVIII. korpusom generala Hansa Golniku, koji je držao dijelove poluotoka Sambija, uključujući ključnu luku, Pilau. Osvojivši grad Metgethen, ova jedinica je otvorila put 5. pancer diviziji da se spoji s Golnikovim snagama blizu grada Silute narednog dana. Ova akcija je učvrstila njemačku obranu oblasti do travnja, i ponovno otvorila kopneni put od Königsberga do Pilaua, što je omogućilo dotur namirnica brodovima i evakuaciju ranjenih i izbjeglica. Ova bitka koja je trajala mjesec dana ponekad se naziva Prvom opsadom Königsberga.
U ožujku se situacija stabilizirala - do tada se linija fronta pomaknula na stotine kilometara na zapad, pa zauzimanje grada više nije predstavljalo visok prioritet za Sovjete. Ipak, garnizon je bio netaknut, i nije pokazivao namjeru predati se. Na kraju je sovjetska komanda odlučila zauzeti grad.

## Pripreme za napad
Napad na Königsberg nije predstavljao lak zadatak. Unutar grada je bilo vojnika za pet potpuno popunjenih divizija, ukupno 130.000 ljudi, zajedno s impresivnim obrambenim pozicijama. Nijemci su još uvijek držali uzak koridor koji je grad spajao sa susjednim njemačkim džepom na poluotoku Sambija. Za osvajanje grada je bilo neophodno suzbiti taj koridor. Očekivano je da njemačke snage na poluotoku, takozvana Sambijska grupa, izvode kontranapade kako bi štitile koridor.
Königsberg je po Winstonu Churchillu predstavljao "moderniziranu snažno branjenu tvrđavu". Tri koncentrična prstena utvrđenja su okruživala grad. Kako bi razbila ovako snažnu obranu, sovjetska naredba je planirala u velikoj mjeri koristi se podrškom avijacije i topništva, koje je imalo gustoću od čak 250 topova u nekim područjima. Njemačke su trupe također bile izložene promidžbi, koja je objašnjavala da je njihov otpor uzaludan, da je linija bojišta daleko iza njih, da su zarobljeni u džepu, i da bi bilo najbolje predati se. Međutim ova je promidžba imala slab učinak. 
Nakon četiri dana pripremnog topničkpg bombardiranja, napad je počeo 6. travnja 1945. Napad je planiran kao zvjezdoliki, sa snagama koje bi napadale iz raznih pravaca, i srele se u središtu grada, odvojivši preostale branitelje u izolirane skupine, nesposobne za međusobnu podršku. Bila su dva glavna bojišta: Sjeverni (koji su držale 39. i 43. armija (koji je uključivao 208. streljačku diviziju)) i Južni (11. gardijska armija). 50. armija je bila stacionirana na sjeveroistočnom dijelu bojišta, ali je njezino sudjelovanje u operaciji bilo ograničeno.

## Napad

### Prvi dan: 6. travnja 1945.
Na južnom dijelu bojišta, napad je počeo u zoru snažnom topničkom vatrom, koja je trajala tri sata, i bila praćena prvim valom napada. Sovjetske streljačke divizije su brzo probile prvu liniju obrane, jer su Nijemci bili u velikom broju izbačeni iz stroja, a ostatak je bio demoraliziran tijekom nekoliko dana intenzivnog bombardiranja. Do podneva su vodeće sovjetske pukovnije stigle do druge obrambene linije, gdje je njihovo napredovanje zaustavljeno zbog jačeg otpora. Ovo je primoralo sovjetsku naredbu za uporabu pričuvnih snaga. Tri sata kasnije, druga linija obrane je probijena u nekoliko točaka.
Posebno žestoke borbe su se vodile u blizini tvrđave # 8. Ova tvrđava je izgrađena krajem 19. stoljeća, a kasnije je modernizirana. Imala je debele zidove, značajnu vatrenu moć, i bila je okružena dubokim jarkom, što je frontalni napad činilo gotovo nemogućim. Unatoč jakoj artiljerijskoj vatri, Nijemci su spriječili sve pokušaje prilaska zidinama. Tek navečer su sovjetske snage uspjele doći do jarka, i eksplozivom pokušaju probiti zidine.
Na glavnoj osi napada na sjeveru, napad je počeo u isto vrijeme. Do podneva je prva linija obrane probijena, a druga linija je bila žestoko uzdrmana na nekoliko mjesta. Međutim poslijepodne je napredak postajao sve sporiji, posebno na desnom krilu, jer su njemačke snage stacionirane u zapadnim predgrađima (takozvana Sambijska grupa) pokušale nekoliko bočnih napada.
Tvrđava # 5, za koju se smatralo da je najbolja utvrda u Königsbergu, pružila je čvrst otpor. Suočeni s takvom situacijom, sovjetski zapovjednici su odlučili okruživati je i ostaviti u pozadini, ostavivši pozadinskim snagama vrijeme za pripremu novoga napada.
Navečer se bitka primirila, omogućivši objema stranama učvrstiti svoje linije, pregrupirati snage, i doveesti pričuve na borbene linije. Rezultati tijekom ovog dana su bili mješoviti, jer sovjetski napad nije napredovao prema očekivanjima. Međutim, i obrana grada i moral bili su značajno uzdrmani, pa su se vojnici, uključujući časnike, počeli  predavati.
Tijekom prvog dana napada, loše vrijeme spriječilo je sovjetske snage koristiti precizno bombardiranje sa zadovoljavajućim efektima. Osim toga, čak iako je bio utvrđen, teren koji su Sovjeti zauzeli tijekom prvog dana nije bio gusto naseljen kao središte grada, što je umanjilo probleme povezane s urbanim ratovanjem.

### Drugi dan: 7. travnja 1945.
Njemačke snage su tijekom noći pokušale nekoliko kontranapada, koristeći posljednje pričuve. Unatoč žestokim pokušajima i velikim gubitcima na obje strane, kontranapadi su odbijeni. Najveće borbe su se još uvijek odvijale na dijelu bojišta prema Sambijskoj grupi, gdje je pokušano desetak takvih kontranapada.
Bolji vremenski uvjeti su omogućili Crvenoj armiji uspješnije koristiti dnevno svjetlo za precizna bombardiranja. Nekoliko stotina bombardera iz 1, 3, i 15. zrakoplovne armije, uz podršku avijacije Baltičke flote je bombardiralo središte grada i mostobrane Sambijske grupe.
U međuvremenu, utvrđenje # 8, koje su blokirale sovjetske snage je još uvijek predstavljalo džep otpora. Nakon nekoliko bezuspješnih napada, Sovjeti su razvili lukaviji plan. Koristeći dimne zavjese kako bi prikrili svoje napredovanje, i bacače plamena za oslabiti obranu, nekoliko stotina vojnika je uspjelo prijeći jarak i ući u tvrđavu, gdje su počele ogorčene borbe prsa u prsa. Kada je vanjska obrana oslabljena, otpočeo je masovni frontalni napad. Konačno, napad je uspio, i ostatak garnizona se predao.
Tijekom drugog dana, 11. gardijska armija je pokušavala izbiti na rijeku Pregolju i eliminirati sav otpor na južnoj strani. Međutim, njezin napredak je usporen u središnjoj zoni grada, gdje su se doslovno vodile borbe za svaku zgradu. Izrazito žestoki okršaji su vođeni na glavnoj željezničkoj postaji i njezinim peronima, gdje je gotovo svaki vagon pretvoren u bojište, a Sovjeti su morali koristiti potporu tenkova i topništva kako bi podržali napredovanje, uz gubitke. Tek navečer ovaj teritorij u potpunosti je neutraliziran, što je omogućilo napadačima prići trećem, unutarnjem prstenu obrane, koji je čuvao ulaz u samo središte grada.
Na sjeveru, utvrđenje # 5 se također pokazalo kao jaka točka otpora. Sovjetski vojnici su konačno uspjeli postaviti eksploziv kod temelja zidina i probiti ih, što je omogućilo izravni napad. Kao i kod napada na utvrđenje # 8, otpočele su žestoke borbe prsa u prsa unutar utvrđenja. Ove borbe su trajale cijelu noć, prestavši tek ujutro kada su se posljednji njemački vojnici predali.
Krajem dana, vidjevši da je daljnji otpor besmislen, general Otto Lasch je radijom pozvao Hitlerov stožer, i zatražio dozvolu da se preda. Hitlerov odgovor je bio borite se do posljednjeg vojnika.

### Treći dan: 8. travnja 1945.
Jedanaesta gardijska armija je tijekom noći prešla Pregolju, i unatoč neprijateljskoj vatri do zore je uspostavila mostobran na suprotnoj obali. Nastavivši napredovanje ka sjeveru, povezala se s trupama koje su napadale sa sjevera, čime je opkoljavanje kompletirano, i Sambijska grupa je odsječena od grada.
Popodne je maršal Aleksandr Vasilevski još jednom pozvao branitelje na predaju. Ova ponuda je odbijena, a njemačke snage su pokušale probiti se iz napadnutog obruča u kome su se nalazile uzvraćajući napadom kako iz središta grada, tako i iz Sambijskog mostobrana. Sambijska strana je uspjela napredovati nekoliko kilometara prije nego što je zaustavljena. Iako je planiran novi napad, zbog nedostatka protuzračne obrane, sovjetski zrakoplovi Iljušin Il -2 pobili su veliki broj vojnika. Tijekom ovog pohoda, sovjetska avijacija se pokazala vrlo učinkovitom.
Do kraja dana je bilo jasno kako bi svaki pokušaj Sambijske grupe da se probije iz obruča bio besmislen. Međutim, sovjetska pobjeda još nije bila blizu, jer je gotovo 40.000 vojnika još bilo u gradu.

### Četvrti dan: 9. travnja 1945.
Tijekom posljednjeg dana bitke, opkoljeni njemački vojnici su preplavljeni, a koordinacija obrane se raspala. Gotovo potpuno poraženi, i svjesni činjenice da je svaki daljnji otpor bez svrhe, general Otto Lasch je na svoju ruku odlučio poslati emisare pregovarati o predaji. U 18 sati, emisari su došli na sovjetske linije, i delegacija je poslana u Laschov bunker. Ubrzo nakon ponoći, predaja je prihvaćena.

## Posljedice
Gotovo 80% grada je uništeno, prvo bombardiranjem RAF-a u kolovozu 1944. a zatim sovjetskim granatiranjem u travnju 1945. Skoro svi njemački stanovnici preostali u gradu do kraja rata, kojih se procjenjuje da je bilo 200.000 (od predratnih 316.000), istjerani su iz grada. Mnogo ljudi je umrlo od gladi tijekom završnih dana rata i nestašica koje su uslijedile. U ovom radoblju je došlo do masovnih pljački diljem Istočne Pruske.
Nakon rata i transfera Istočne Pruske u Rusku SFSR, Königsbergu je promijenjeno ime u Kalinjingrad, i naseljen je uglavnom ruskim (i u manjoj mjeri bjeloruskim i ukrajinskim) doseljenicima iz drugih dijelova Sovjetskog Saveza. Ovaj teritorij je danas poznat kao kalinjingradska oblast.